# Closterkeller
I Closterkeller sono un gruppo musicale gothic rock polacco formatosi nel 1988.
Il gruppo è incentrato sulla figura della cantante Anja Orthodox, unico componente presente ad oggi rispetto alla formazione originale.

## Formazione
Attuale
- Anja Orthodox – voce, tastiere (dal 1988)
- Michał "Rollo" Rollinger – tastiere (dal 1990)
- Robert "Qba" Kubajek – batteria (dal 2013)
- Aleksander "Olek" Gruszka – basso (dal 2014)
- Zuzanna "ZuZa" Jaśkowiak – chitarre (dal 2014)

Ex membri principali
- Grzegorz Tomczyk – batteria (1988-1989)
- Przemysław Guryn – tastiere (1988-1991)
- Jacek Skirucha – chitarre (1988-1992)
- Tomasz "Wolfgang" Grochowalski – basso (1988-1992)
- Marcin "Freddie" Mentel – chitarre (1999-2006)
- Paweł Pieczyński – chitarre (1992-2000)
- Marcin "Pucek" Płuciennik – basso (1999-2006)
- Piotr "Pawłoś" Pawłowski – batteria (1991-1997)
- Tomasz "Mechu" Wojciechowski – tastiere, chitarre (1996-1998)
- Janusz Jastrzębowski – batteria (2006-2011)
- Gerard "Gero" Klawe – batteria (1997-2006, 2011-2013)
- Mariusz Kumala – chitarre (2006-2013)
- Krzysztof Najman – basso (1992-1999, 2006-2014)

## Discografia

### Album studio
- 1990 - Purple
- 1992 - Blue
- 1993 - Violet
- 1996 - Scarlet
- 1996 - Cyan
- 1999 - Graphite
- 2003 - Nero
- 2009 - Aurum
- 2011 - Bordeaux

### Raccolte
- 2000 - Pastel

### Live
- 1997 - Koncert '97
- 2000 - Fin de siecle

### EP
- 1993 - Agnieszka
- 2004 - Reghina